# Königin der Wüste
Königin der Wüste (Originaltitel: Queen of the Desert) ist eine US-amerikanische Filmbiographie von Werner Herzog aus dem Jahr 2015, die auf dem Leben der britischen Reisenden, Schriftstellerin, Archäologin, Historikerin, Entdeckerin, Kartografin und politischen Funktionärin Gertrude Bell (1868–1926) basiert. Der Film folgt Bells Leben chronologisch, von ihren frühen Zwanzigern bis zu ihrem Tod. Es war Herzogs erster Spielfilm seit sechs Jahren nach seinem Film Ein fürsorglicher Sohn (My Son, My Son, What Have Ye Done?) von 2009. Der Spielfilm wurde als Wettbewerbsbeitrag am 6. Februar 2015 bei den 65. Internationalen Filmfestspielen Berlin uraufgeführt. Der Kinostart in Deutschland war am 3. September 2015.

## Handlung
Die 1868 geborene Historikerin Gertrude Bell wächst als Tochter eines reichen Industriellen auf und ist eine der wenigen Frauen, die zu jener Zeit in Oxford studieren durften.
Nachdem Gertrude Bell an der Universität Oxford Geschichte studiert hat, erstickt sie in der guten britischen Gesellschaft. Ihr Vater schickt sie nach Teheran, wo ihr Onkel in der Botschaft stationiert ist. Sie verliebt sich in Henry Cadogan, einen jungen Diplomaten, der ihr Persien zeigen soll. Mit ihm lernt sie Farsi, um die persischen Dichter im Wortlaut lesen zu können. Gertrudes Vater lehnt die Heirat der beiden ab, da Cadogan ein notorischer Spieler ist. Dieser begeht daraufhin Selbstmord.
Fasziniert von der Wüste kehrte Bell in den Nahen Osten zurück und erkundete als Forschungsreisende das Osmanische Reich. Sie beschloss, ihre Zeit der archäologischen Forschung und dem Studium der Beduinen zu widmen. Die britischen Vertreter vor Ort sahen dies zunächst nicht sehr positiv, da sie befürchteten, dass Gertrude Bells Aktivitäten ihre Beziehungen zu den osmanischen Behörden stören und ihre imperialistischen Pläne in der Region durchkreuzen würden.
Später in Kairo, Bagdad und Basra lernt sie Sprachen, übersetzt Literatur und begegnet muslimischen Würdenträgern. Viele Jahre lang reist Bell durch die Region und entwickelt Kontakte zu den verschiedenen Stämmen wie z. B. den Howeitat und ein umfassendes Wissen über die politische Situation vor Ort. Sie verliebte sich in den britischen Konsul in Damaskus, Richard Doughty-Wylie, der im Ersten Weltkrieg auf Gallipoli fiel. Ihre Kenntnisse machen sie für die britischen Behörden sehr wertvoll, die ihr eine Stelle als politische Beraterin anvertrauen. Sie wurde sehr einflussreich und spielte eine wichtige Rolle bei der Neugestaltung des Nahen Ostens nach dem Fall des Osmanischen Reiches. Nach dem Ersten Weltkrieg ist sie als Angehörige des britischen Geheimdienstes an den Grenzverhandlungen in der Region beteiligt.

## Veröffentlichung
Der Film feierte seine Premiere bei den 65. Internationalen Filmfestspielen Berlin im Februar 2015 und kam in Deutschland am 3. September 2015 in die Kinos. Ursprünglich erwarb Atlas Distribution Co. die US-Vertriebsrechte des Films und plante eine breite Veröffentlichung im Herbst 2015. IFC Films erwarb jedoch später die Vertriebsrechte und plante im Frühjahr 2017 eine Veröffentlichung. Der Abenteuerfilm, welcher mit einem Budget von ca. 15 Millionen Dollar produziert wurde, spielte weniger als 2 Millionen Dollar an den Kinokassen ein, davon allein in Deutschland ca. 1 Million Dollar, wobei im Geburtsland des Regisseurs 134.739 Kinobesucher verzeichnet wurden.

## Rezeption
Als „schwülstige Orientsaga“ mit „atmosphärischen Wüstenaufnahmen“ beschreibt Barbara Schweizerhof in epd film Queen of the Desert. Für Christiane Peitz vom Tagesspiegel ist der Film eine „Schmonzette …, eine Romanze mit orientalischem Flair. 1001 Nacht, vom wüsten Winde verweht“.
Carolin Ströbele wünscht sich in ihrer Kritik auf ZEIT Online, dass Herzog bei der Inszenierung von Bells Leben mehr Wert auf ihre „außergewöhnliche Rolle als Wissenschaftlerin, Ethnologin, Pionierin, Geheimdienstmitarbeiterin und schließlich als Politikerin auf Augenhöhe mit Winston Churchill“ gelegt hätte. Stattdessen sei zu viel Augenmerk auf Romantik und Liebesszenen gerichtet worden. „Nicht einmal ein eindrucksvoller Naturfilm“ sei aus Queen of the Desert geworden.
Nach Auffassung des deutschen Filmportal lässt Werner Herzog „die weiten Wüstenlandschaften zum Seelenraum seiner Figuren werden.“ Der Film ist „Ein episches Panorama über jene Frau, die als ‚weiblicher Lawrence von Arabien‘ in die Geschichte einging.“
Peter Bradshaw vom britischen The Guardian bewertete den Film mit zwei von fünf Sternen: „Werner Herzogs Biopic über die englische Abenteurerin Gertrude Bell ist tadellos montiert, kompetent gemacht, durchaus respektabel - und ein bisschen langweilig“, und lobte Kidman und Pattinson: „Sie (Kidman) macht einen ganz passablen Job in dieser schwierigen Rolle und sie ist gut besetzt“ und „Pattinson hat diese (kleine) Rolle gut genug gespielt.“ Jessica Kiang von Indiewire sagte in ihrer Rezension, dass „‚Queen of the Desert‘ eine solche Enttäuschung ist, wenn man die wilden Porträts von Pionieren bedenkt, die Herzog uns zuvor geschenkt hat, dass er hier so pietätvoll ist.“ Und lobend fügte sie hinzu, dass „(Pattinson, von allen) der Schauspieler nicht von der Schwere des Themas überwältigt wird“ und „(Lewis), welcher die Rolle des verheirateten Konsuls spielt, dessen amüsierte Bewunderung für Bell mit einer Geschmeidigkeit in Liebe umschlägt, die uns während seiner Szenen spürbar entspannen ließ.“
Carsten Baumgardt auf Filmstarts vergibt 4 von 5 Punkten: Das bildgewaltige Historien-Drama sei „eine weitere Charakterstudie einer außergewöhnlichen Persönlichkeit: ein Gemälde in Bewegung mit ganz eigenem Ton und Rhythmus sowie einem Schuss Wahnsinn – ein typischer Herzog eben.“ Der Regisseur inszeniere die ikonische Britin Gertrude Bell als eine Art weiblichen „Lawrence von Arabien“ und betone in seinem Charakterporträt „das Außergewöhnliche dieser Frau, die historischen und politischen Umstände liefern dabei das Spielfeld für die clevere Diplomatin und raffinierte Strippenzieherin.“ Er folge konsequent den Wegen dieser getriebenen Persönlichkeit, wobei ihre tragische Liebe zum kleinen Botschaftssekretär Cadogan dabei zentrale Rolle spiele; diese wichtige Episode inszeniere „der Filmemacher mit Ironie und Witz, aber auch als leidenschaftliches und durchaus pathetisches Liebesdrama, unter dessen Fassade immer eine gefährliche Unberechenbarkeit schlummert.“ Sein Porträt der „Wüstenkönigin“ Gertrude Bell sei ein „verspielt-eigenwilliges Historien-Drama mit einer beeindruckenden Protagonistin und herausragenden epischen Bildern.“